# Jules Tinel
Jules Tinel, né le 12 octobre 1879 à Rouen et mort le 4 mars 1952 à Paris, est un neurologue français. On lui doit la description du signe de Tinel.

## Biographie
Jules Tinel naît dans une famille comptant déjà cinq générations de professionnels de la médecine. Il étudie à Rouen avant de se fixer à Paris. Il est externe des hôpitaux en 1901 et interne en 1906. Il est notamment l'élève de Charles-Émile Troisier (1844-1919), Jules Dejerine (1849-1917), Louis Landouzy (1845-1817) et Arnold Netter (1855-1936). C'est Dejerine qui l'oriente vers la neurologie. Il obtient son diplôme en 1910, avec une thèse sur l'atteinte des nerfs dans le tabes basée sur les travaux réalisés avec Dejerine, Landouzy, et Laennec. Il est nommé chef de clinique en 1911 et chef de laboratoire à l'Hôpital de la Salpêtrière en 1913.
En 1914 il est mobilisé et nommé chef du centre neurologique du Mans. À l'automne 1915, soit quelques mois après l'Allemand Paul Hoffmann, il publie à son tour un article décrivant le signe de la régénération distale d'un nerf ayant subi une lésion sur son trajet, baptisé depuis signe de Tinel,. En 1916, il publie un ouvrage fondateur sur la distribution des nerfs cutanés du corps entier qui établit une véritable cartographie (« esthésiographie ») des zones d'hypoesthésie induites par les lésions des nerfs.  En 1917, ce livre est traduit en anglais. Après sa démobilisation en 1919, il se consacre à la médecine psychosomatique. En 1922, il participe à la première description d'un phéochromocytome. Il est médecin à l'hôpital La Rochefoucauld de 1922 à 1936, puis à l'Hôpital Beaujon (Clichy) jusqu'en 1940, et à Paris à l'Hôpital Boucicaut jusqu'à sa retraite en 1945. Une maladie de cœur survient en 1939, mais ne l'empêche pas de retourner au travail au bout de quelques mois.
Au cours de la seconde Guerre mondiale Tinel est actif dans la Résistance française. Il cache des aviateurs alliés que son fils Jacques aide ensuite à faire passer clandestinement de France en Espagne. Quand Jacques est arrêté Tinel part à sa recherche à Bayonne et est lui-même arrêté à son tour et emprisonné à Bordeaux. Sa femme et son deuxième fils sont également arrêtés et emprisonnés à Fresnes. Tinel est libéré après plusieurs mois, mais Jacques est déporté au camp de concentration de Dora où il meurt.
Après sa retraite en 1945 Tinel continue à travailler à Boucicaut. En 1947, il souffre d'un épisode d'aphasie dont il récupère après quelques semaines, et reprend son travail. Il meurt le 4 mars 1952 d'une insuffisance cardiaque en son domicile,  au no 254, boulevard Saint-Germain dans le 7e arrondissement de Paris, et, est inhumé au cimetière de Rouen.